# Federazione di rugby a 15 di Tonga
La Tonga Rugby Union, conosciuta anche con l'acronimo TRU, è l'organismo di governo del rugby a 15 e delle discipline derivate (es. rugby a 7) a Tonga.
Fondata nel 1923 come Tonga Rugby Football Union, si affiliò all'International Rugby Board nel 1987 (l'allora federazione internazionale, oggi World Rugby), quando la squadra nazionale venne invitata all'edizione inaugurale della Coppa del Mondo di rugby.
L'unione è membro a pieno titolo dell'Oceania Rugby, organismo di governo del rugby a 15 in Oceania, dal 2000, anno della sua costituzione.
In testa ad altre union oceaniche con Figi e Samoa, dal 2002 al 2009 fece parte della confederazione rugbistica Pacific Islands Rugby Alliance (PIRA), che governò la selezione internazionale Pacific Islanders.
Attualmente la NRU figura nel Tier 2, il secondo gruppo delle federazioni più importanti; la nazionale di rugby a 15 partecipa regolarmente alla Pacific Nations Cup (in precedenza al Pacific Tri-Nations) ed è una squadra storica della Coppa del Mondo di rugby, mentre la nazionale di rugby a 7 conta sei apparizioni alla Coppa del Mondo e diverse partecipazioni ai tornei delle Sevens Series.